# 斯萊特費萊特山
71°45′S 6°55′E / 71.750°S 6.917°E
斯萊特費萊特山是南極洲的山峰，位於東部南極洲的毛德皇后地，屬於穆利格-霍夫曼山脈的一部分，處於格斯納峰以北1.9公里。